# 宿遷戰鬥
宿遷戰鬥發生於1927年11月23日－30日，交戰地點則是在中國蘇北，是中華民國北洋政府時期戰鬥之一。宿遷戰鬥的交戰雙方，一方為國民革命軍26軍陳焯，另一方北洋聯軍七師所轄軍隊。

## 參看
- 中華民國北洋政府時期內戰戰鬥列表